# Rosemary de Salm-Salm
Rosemary Frédérique Isabelle Éléonore Henriette Antoinette de Salm-Salm (en allemand : Rosemary Frederike Isabelle Eleonore Henriëtte Anthonia zu Salm und Salm-Salm), née à Potsdam, Empire allemand, le 13 avril 1904 et morte au château de Persenbeug, Autriche, le 3 mai 2001, est une princesse de Salm-Salm, devenue, par mariage en 1926, archiduchesse d'Autriche et princesse de Toscane.

## Biographie

### Famille
Seconde fille du prince héréditaire Emmanuel de Salm-Salm (1871-1916) et de l'archiduchesse Marie-Christine de Habsbourg-Teschen (1879-1962), mariés en 1902, Rosemary de Salm-Salm naît le 13 avril 1904 à Potsdam. 
Rosemary de Salm-Salm a deux sœurs : 1) Isabelle (1903-2009), épouse de Felix comte von Loë et 2) Cäcilie (1911-1991), épouse de Franz Josef prince et Altgrave zu Salm-Reifferscheidt-Krautheim. Elle a également deux frères : 1) Nikolaus (1906-1988), chef de la maison de Salm-Salm de 1923 à 1988 et 2) Franz-Josef (1912-1917). 
Le 19 août 1916, tandis qu'il combat à Pinsk en Biélorussie, Emmanuel de Salm-Salm meurt à l'âge de 44 ans, laissant une veuve et cinq enfants, dont Rosemary âgée de douze ans.

### Mariage et postérité
Les 25 et 26 novembre 1926, Rosemary de Salm-Salm épouse, civilement puis religieusement, à Anholt, Hubert-Salvator de Habsbourg-Toscane, archiduc d'Autriche et prince de Toscane, né le 30 avril 1894 à Wels, en Autriche-Hongrie, et mort le 24 mars 1971 à Persenbeug-Gottsdorf, en Autriche, fils de François-Salvator de Habsbourg-Toscane (1866-1939), archiduc d'Autriche et prince de Toscane, et de son épouse Marie-Valérie d'Autriche (1868-1924), archiduchesse d'Autriche et princesse de Hongrie.  
De ce mariage naissent treize enfants :
- Frédéric-Salvator de Habsbourg-Toscane (1927-1999), archiduc d'Autriche et prince de Toscane, qui épouse la comtesse Margarete Kálnoky von Köröspatak (1926-2025), dont quatre enfants ;
- Agnès-Christine de Habsbourg-Toscane (1928-2007), archiduchesse d'Autriche et princesse de Toscane, qui s'unit au prince Charles-Alfred de Liechtenstein (1910-1985), dont sept enfants ;
- Marie-Marguerite de Habsbourg-Toscane (1930), archiduchesse d'Autriche et princesse de Toscane, célibataire ;
- Marie-Louise de Habsbourg-Toscane (1931-1999), archiduchesse d'Autriche et princesse de Toscane, célibataire, dont un fils ;
- Marie-Adélaïde de Habsbourg-Toscane (1933-2021[6]), archiduchesse d'Autriche et princesse de Toscane, célibataire ;
- Élisabeth-Mathilde de Habsbourg-Toscane (1935-1998), archiduchesse d'Autriche et princesse de Toscane, qui épouse le prince Henri d'Auersperg-Breunner (1931), dont quatre enfants ;
- André-Salvator de Habsbourg-Toscane (1936), archiduc d'Autriche et prince de Toscane, qui s'unit à Maria de la Piedad Espinosa de los Monteros y Rosillo (1953) puis à la comtesse Valerie Podstatzky-Lichtenstein (1967), dont un fils ;
- Joséphine-Hedwige de Habsbourg-Toscane (1937), archiduchesse d'Autriche et princesse de Toscane, qui épouse le comte Clemens von Waldstein-Wartenberg (1935-1996), dont cinq enfants ;
- Valérie de Habsbourg-Toscane (1941), archiduchesse d'Autriche et princesse de Toscane, qui s'unit au margrave Maximilien de Bade (1933-2022), dont quatre enfants ;
- Marie-Alberta de Habsbourg-Toscane (1944), archiduchesse d'Autriche et princesse de Toscane, qui épouse Alexandre Freiherr von Kottwitz-Erdödy (1943), dont deux filles ;
- Markus de Habsbourg-Toscane (pt) (1946), archiduc d'Autriche et prince de Toscane, gérant de la Kaiservilla à Bad Ischl, qui s'unit à Hilde Jungmayr (1955), dont trois enfants ;
- Jean-Maximilien Salvator de Habsbourg-Toscane (1947), archiduc d'Autriche et prince de Toscane, qui épouse Anne-Marie Stummer (1950), dont trois enfants ;
- Michel-Salvator de Habsbourg-Toscane (1949), archiduc d'Autriche et prince de Toscane, qui s'unit à Eva Antonia von Hofmann (1961), dont une fille.

### Mort
Veuve depuis 1971, Rosemary de Salm-Salm, meurt dans sa résidence familiale au château de Persenbeug, le 3 mai 2001, à l'âge de 97 ans.

## Honneur
Rosemary de Salm-Salm est :
- Dame noble de l'ordre de la Croix étoilée, Autriche-Hongrie.